# بودوین پروت
بودوین پروت (به انگلیسی: Baudouin Prot) (زاده ۲۴ مه ۱۹۵۱) کارآفرین، بانکدار و مدیر ارشد اجرایی فرانسوی است، که از سال ۲۰۰۰ تاکنون به‌عنوان رئیس هیئت مدیره بانک ب ان پ پاریبا فعالیت می‌نماید.